# ガルフストリーム G550
ガルフストリーム G550/G500
ガルフストリーム G550
- 用途：ビジネスジェット
- 分類：旅客機
- 製造者：ガルフストリーム・エアロスペース
- 初飛行：2001年8月31日[1]
- 生産数：G550 : 600機 (2019年12月時点)[2]
- 運用開始：2003年9月29日[1]
- 運用状況：運用中
- ユニットコスト：

  - G550 : 5,900万 USドル (2015年時点) [3]

ガルフストリーム G550は、アメリカのガルフストリーム・エアロスペース社が、ガルフストリーム Vの後継機として開発したビジネスジェットである。2001年に試験機が初飛行、2003年から顧客への引き渡しが始まり、2021年に生産終了した。2012年にG650の引き渡しが始まるまでは、このG550がラインナップの最上位機であった。
ガルフストリーム G500はG550の派生機で、燃料の搭載量を減らして航続距離を短くしたモデルである。G500は2004年から顧客に引き渡された。
なお、ガルフストリーム社は「G500」という名称を二つの異なるモデルに使っている。本稿で扱うG500はG550の派生機として開発され、2004年から顧客に引き渡された旧モデルである。G450の後継機として2018年から引き渡しが始まった新G500については、該当ページを参照。

## 開発

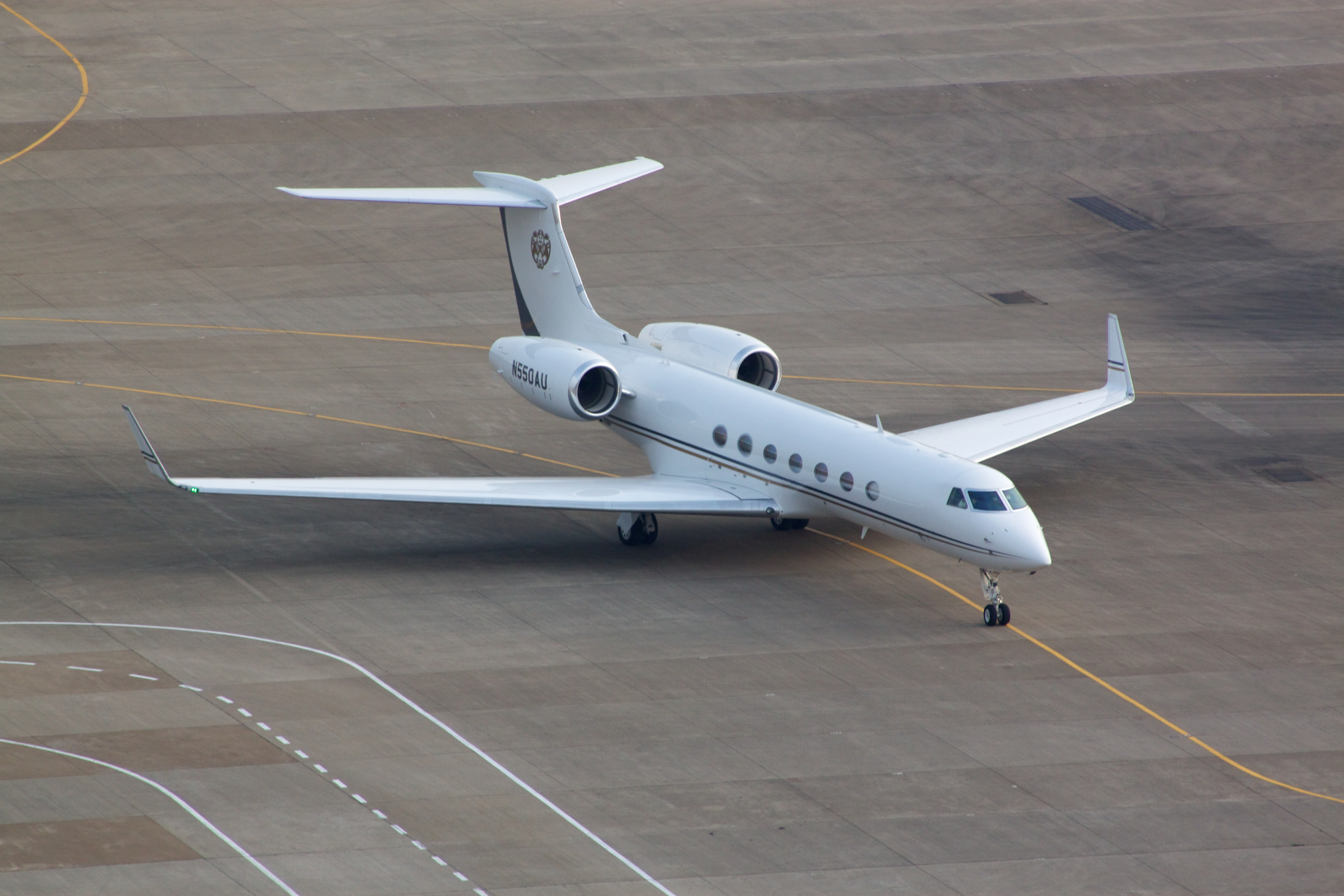
地上走行中のG550

ガルフストリームG550は、1999年から「GV-SP」という名で開発が始まった。SPは「Special Performance」の略である。GVのVは大文字のVではなくローマ数字の5であり、読みとしては「G-Five」である。GVはニューヨーク・東京間のノンストップ飛行を最初に実現したビジネスジェットであったが、向かい風が強かったり、気温が高かったりすると、燃料補給のための着陸が必要であった。そこで、ニューヨーク・東京間のノンストップ飛行をいつでもできるように、航続距離をGVよりも250海里伸ばすなどの改良を目指したのがGV-SPである。
GV-SPは、GVに対して様々な改良がなされた。
- PlaneViewTMという新たなコックピット・スイートにより、HUD（ヘッドアップ・ディスプレイ）、EVS (エンハンスト・ビジョン・システム) などの最新の技術を搭載。EVSは、赤外線カメラの情報をHUDに映すので、気象条件や視界が悪い状態でも離着陸を安全にする。
- GVは6個のブラウン管ディスプレイをコックピットに使っていたが、GV-SPはそれを4個の14インチ液晶ディスプレイに置き換えた。この大画面化、多機能化により、衛星経由の気象情報、図式化されたフライトプラン、地形や領空の境界も表示できる地図、空港の離着陸方法など、多様な情報をパイロットに提供できるようになった。
- GVは乗客12人構成が標準的だったが、GV-SPはキャビンの大きさが広がったことで、乗客16人が快適に座れ、最大8人分の寝台に変えることもできる。
- GV-SPは、GVよりも航続距離が462km（250海里）伸び、12,487km（6,750海里）飛行できる。向かい風の状況でも、乗客8人を乗せて、ニューヨーク・東京間をノンストップ飛行できる。

2001年8月31日、GV-SPの試験1号機が初飛行をした。量産1号機は2002年6月に披露され、翌7月に5時間1分の初飛行を行った。2002年9月のNBAA（全米ビジネス航空協会）の年次総会の際に、GV-SPはG550に改名することが発表された。そして2003年8月14日に、FAA（連邦航空局）から型式証明を受けた。最初のG550は、2003年9月17日に顧客に引き渡された。
G500はG550の燃料搭載量を減らしたモデルで、キャビンサイズや電子機器など多くの面で共通である。G500は搭載燃料が減ったため、航続距離はG550よりも1,852km（1,000海里）短い10,742km（5,800海里）である。しかし軽くなるため、離陸距離はG550よりも231m（760フィート）短い1,570m（5,150フィート）となり、滑走路が短い小規模の空港でも利用可能である。G500は2003年12月にFAA（連邦航空局）から型式証明を受け、2004年5月に最初の引き渡しが行われた。

## 特徴

### G550

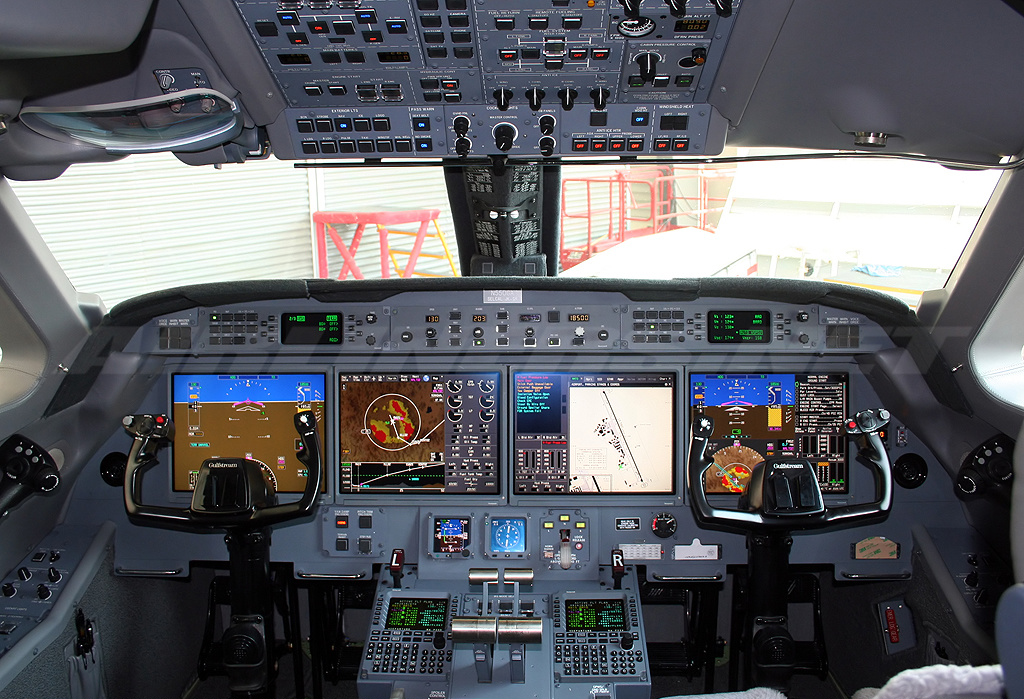
G550のコックピット 左の機長席の上には折り畳まれたヘッドアップディスプレイがある

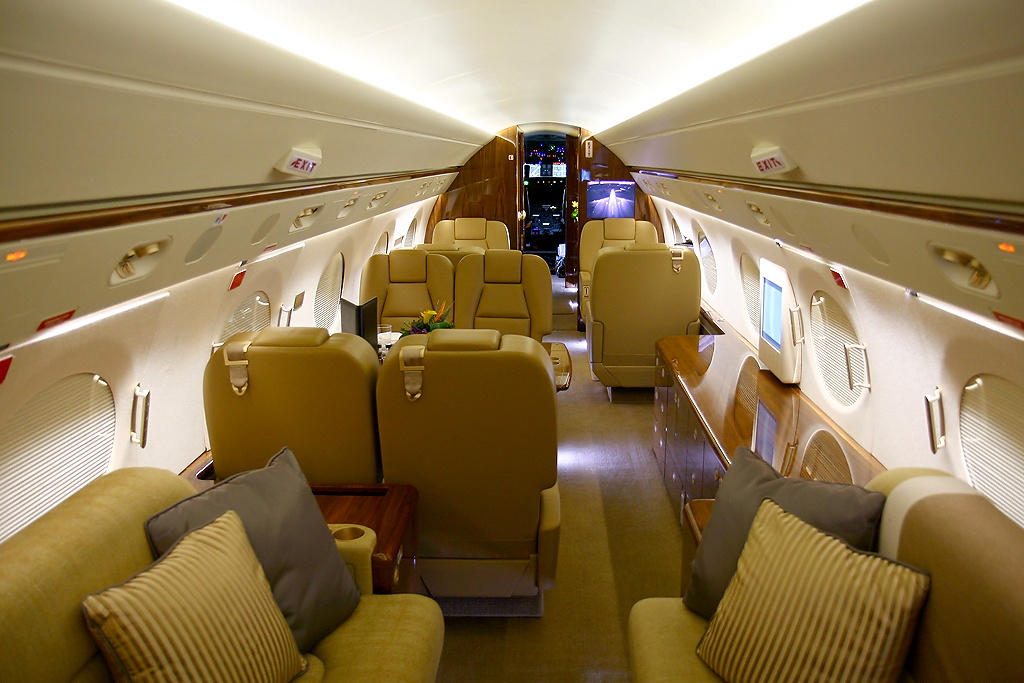
G550のキャビン

G550は、乗客8人と乗員4人を乗せ、最高高度15,545m (51,000フィート)、マッハ0.885で12,501km (6,750海里) を飛行可能である。これは当時のビジネスジェットで最も長距離であり、ニューヨークから東京までをノンストップで14時間半で飛行できた。キャビンはその構成によって最大14～18人の乗客を乗せることができる。G550は当時のビジネスジェットで最も進化したコックピットを持っていた。コックピットに液晶ディスプレイを初めて本格導入することで、ブラウン管時代と比べて地形図やナビゲーション情報、気象情報などの可読性を大きく改善した。さらに、EVS (エンハンスト・ビジョン・システム) は、この種の装置としてはFAA (連邦航空局) から認可された最初の装置であり、上空でも地上でも視認性の低い状況でパイロットの状況認識を改善できた。オーナーは、複数のキャビンレイアウトやオプションパッケージから希望するものを選ぶことができ、そのミッションに合わせて機体をカスタマイズすることも可能であった。なお、G550の乗客数は、発表時は最大18人であったが、後に最大19人と拡大されている。
GVとG550の外見上の明確な違いは窓の数が異なるぐらいだが、内部はビジネスジェットでは初めとなる液晶ディスプレイを用いたコックピットなど大きな違いがあった。G550の型式限定 (type rating) はGVと同じなので、GVのパイロットは新たにライセンスを取り直す必要なく、G550を操縦できる。
G550は、アメリカ航空業界で最も権威ある Collier Trophyを2003年に受賞した。この賞は、NAA (全米航空協会) から、「アメリカの航空宇宙分野において、航空機や宇宙船の性能、効率、安全性を改善させる最も偉大な貢献であり、かつ、実際に運用してその効果が実証された価値」に対して授与される。G550の受賞理由は以下の点である。
- EVS (エンハンスト・ビジョン・システム)の採用。赤外線カメラが捉えた映像をコックピットのヘッドアップ・ディスプレイに映し出すシステムにより、パイロットは夜間や霧があるなどの視界が悪い状況でも、滑走路や周辺の状況を認識できるようになった。
- PlaneViewTMコックピットの採用。古典的なダイヤルや計器などの装置をディスプレイ上の画像として表示することで、コックピットを大量の計器類から開放し、使いやすく、かつ、必要な情報を同時に示せるようになった。
- 同一クラスで最長距離の飛行が可能。G550は、ジョージア州サバンナからドバイまで12,073kmをノンストップで飛行した。

G550は市場投入後の10数年間で、ロンドン・東京間を11時間強、北京・ニューヨーク間を14時間弱など、50以上の都市間最速記録を作った。G550は長距離ビジネスジェットのベストセラーとして売れ続け、2017年7月には550機目の引き渡しが行われた。2021年6月30日、顧客に最終機が引き渡された。

### G500
G500は、G550の燃料タンクを縮小して航続距離を短くしたモデルである。軽量化のおかげで離陸に必要な滑走距離が、G550の1,801mから1,570mへと短くなり、滑走路の短い小規模な空港でも利用可能になった。
G500は乗客8人を乗せ、マッハ0.80で10,742km (5,800海里)、マッハ0.85なら9260km (5000海里)を飛行可能である。キャビン構成によって最大14～18人の乗客を乗せることができる。G500は、ボンバルディアのグローバル 5000や、ダッソーのファルコン 7Xと競合することを狙っていた。EVS (エンハンスト・ビジョン・システム) は、G550では標準装備だが、G500ではオプションとなる。
G500はニッチな商品であり、G550ほどの需要を得られなかった。2009年1月時点で、G550は198機が就航していたのに対し、G500の就航数はわずか9機であった。G500は公式発表は特にされないまま、ガルフストリーム社のラインナップから消えた。その後2014年に、G450の後継となる新たなG500を2017年に市場投入することが発表された
が、そのG500は本稿のG500とは関係ないモデルである。

## 軍用機としての運用
G500/G550（特にG550）はGV同様、軍用機としての需要も高い。例としてアメリカ合衆国空軍ではVIP輸送機としてC-37Bの名称で運用している他、アゼルバイジャン、クウェート、モロッコ、ナイジェリア、サウジアラビア、タンザニアでも政府専用機あるいはVIP輸送機としてG550が採用されている。
イスラエル空軍では、G550に"Nahshon"（ナフション）のニックネームを付け運用している他、IAI社により後述する改造機種が開発され、こちらも運用、輸出されている。また、IAI社では、G550をベースとした空中給油機型についても検討中であると伝えられている。

### G550 CAEW

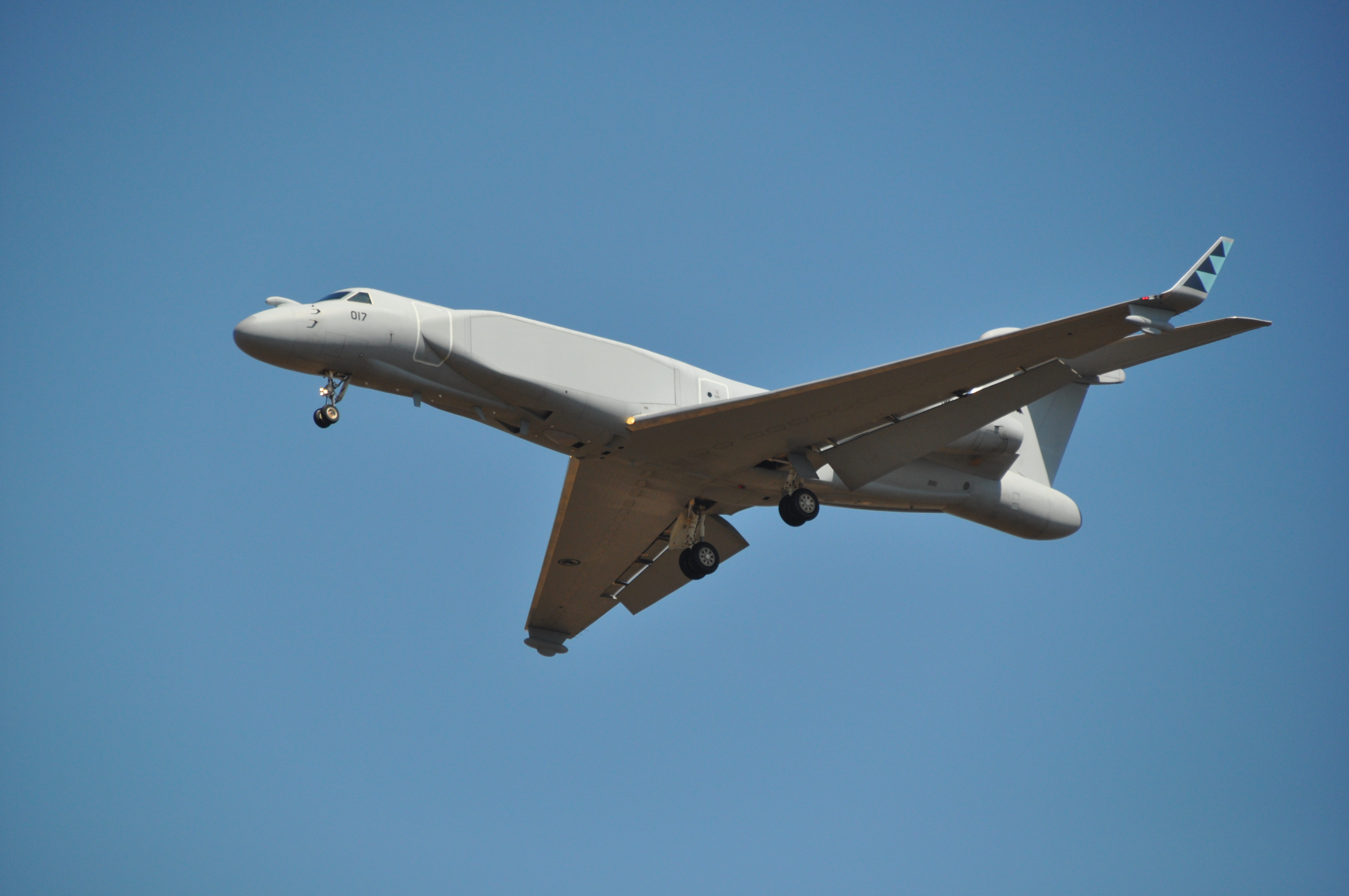
シンガポール空軍のG550 CAEW

イスラエルのIAI社ではG550にEL/W-2085レーダーを搭載し早期警戒機 (AEW&C)に改造したG550 CAEW (Conformal Airborne Early Warning) を開発している。2010年からは海洋監視能力が付加され、2017年には無人航空機を検出するセンサーが追加されている。
イスラエル軍では"Eitam"（あるいは、"Nahshon-Eitam"）のニックネームを付け、2機が第122飛行隊に配備された他、シンガポールにも輸出されている。イタリアもイスラエル空軍が練習機としてM-346を採用した見返りとして、G550 CAEWの採用を決定し、2016年12月に受領、2017年3月より運用を開始した。
2021年4月4日には、"Oron"と呼ばれる新型がイスラエル空軍に配備されたことが発表された。

### G500 SEMA

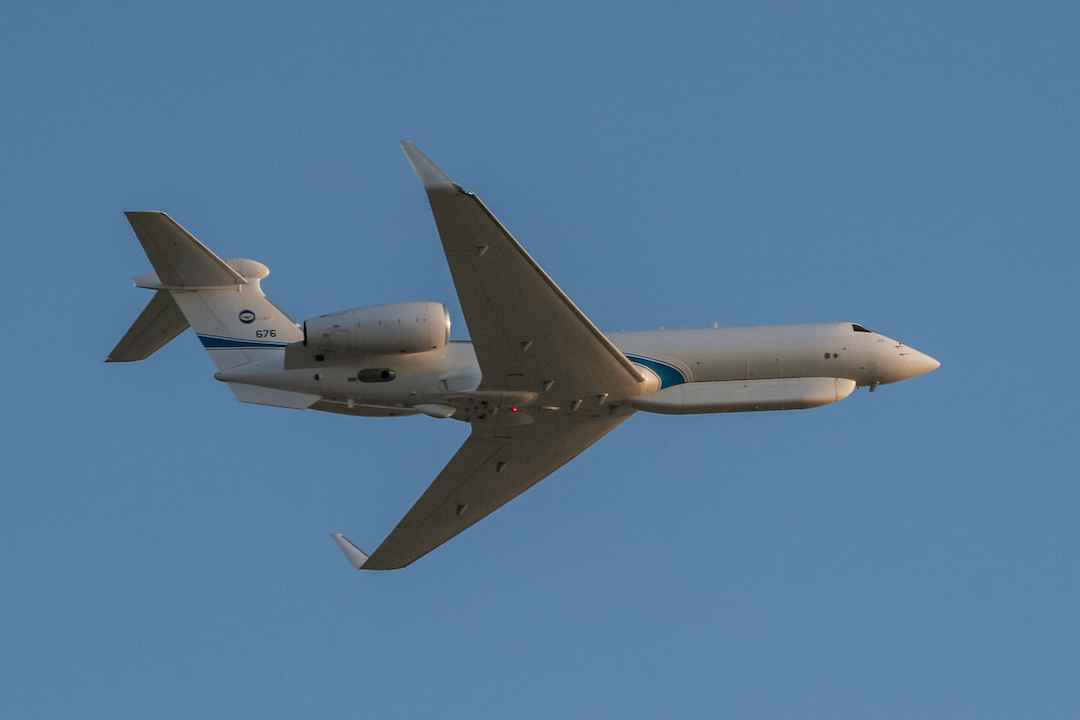
イスラエル空軍のG500 SEMA

IAI社ではG500をベースに電子戦機に改造した、G500 SEMA (Special Electronic Missions Aircraft) を開発し、"Shavit" （あるいは、"Nahshon-Shavit"）のニックネームが付けられている。G500 SEMAはイスラエル空軍に3機が採用され、G550 CAEWと同様に第122飛行隊に配備されている。

### NC-37B
2014年、アメリカ海軍がNP-3Dの後継として採用を決定したG550 CAEWの派生型。2018年9月6日に配備を完了した。

### EA-37B

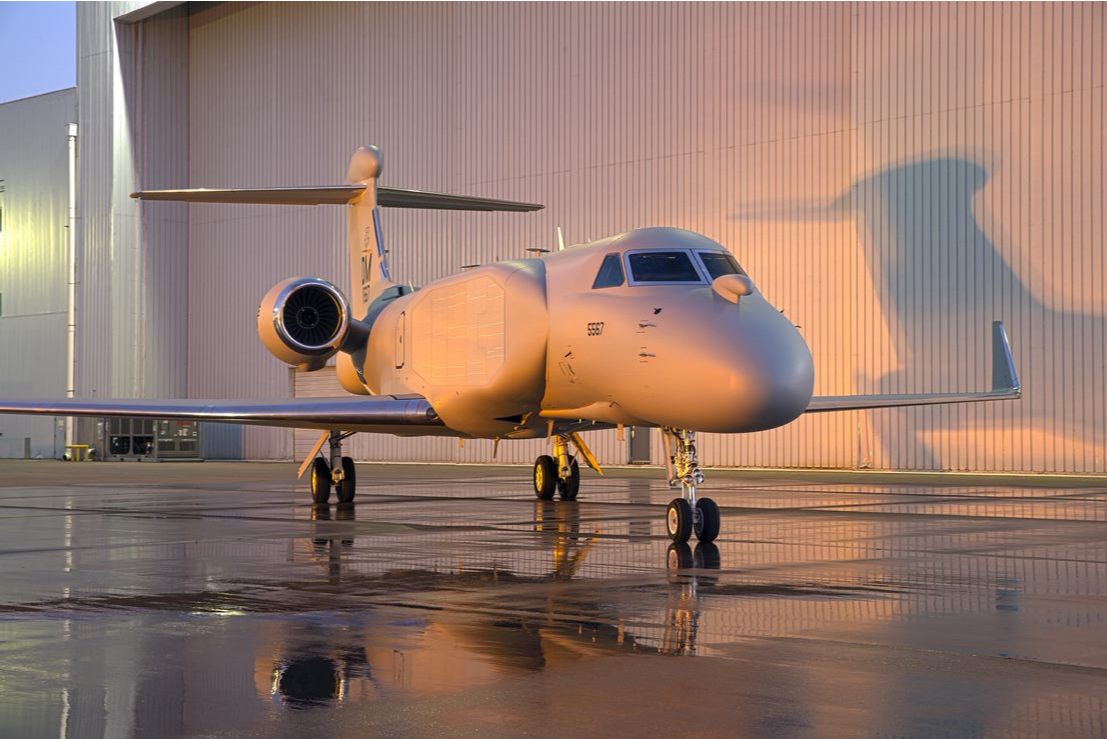
EA-37B

アメリカ空軍のEC-130H コンパスコールの後継として開発が進められている。

### MC-55A
オーストラリア空軍は、SIGINT用に改造したG550をMC-55A ペリグリンとして採用。2023年に納入開始予定。

### 運用国
- イスラエル - 2023年時点で、イスラエル空軍が1機のG550"Oron"監視機、4機のG550"Shavit"電子戦機、2機のG550"Eitan"早期警戒機を保有[32]。
- モロッコ - 2024年時点で、モロッコ空軍が2機のG550を保有[33]。
- シンガポール - 2023年時点で、シンガポール空軍が4機のG550 CAEW早期警戒機を保有[34]。
- タンザニア - 2024年時点で、タンザニア空軍が1機のG550を保有[35]。

## スペック

Gulfstream G500

特に明記が無い項目は、G550はガルフストリーム社のデータ、G500はPlanes.comのデータによる。なお、G500のデータで確認を取れていない項目は空白にしてある。
| モデル                                 | G550                                            | G500                                            |
| -------------------------------------- | ----------------------------------------------- | ----------------------------------------------- |
| 乗員                                   | パイロット2人+予備パイロット1人+アテンダント1人 | パイロット2人+予備パイロット1人+アテンダント1人 |
| 乗客数                                 | 最大19人                                        | 最大19人                                        |
| 全長                                   | 29.39 m (96 ft 5in)                             | 29.39 m (96 ft 5in)                             |
| 全幅                                   | 28.50 m (93 ft 6in)                             | 28.50 m (93 ft 6in)                             |
| 全高                                   | 7.87 m (25 ft 10 in)                            | 7.87 m (25 ft 10 in)                            |
| 最大離陸重量                           | 41,277 kg (91,000 lb)                           | 38,601 kg (85,100 lb)                           |
| 最大着陸重量                           | 34,156 kg (75,300 lb)                           | 34,156 kg (75,300 lb)                           |
| 最大 無燃料重量                        | 24,721 kg (54,500 lb)                           | 24,721 kg (54,500 lb)                           |
| 基本運航重量                           | 21,909 kg (48,300 lb) (乗員4人)                 |                                                 |
| 最大積載量                             | 2,812 kg (6,200 lb)                             |                                                 |
| 最大燃料時の積載量                     | 816 kg (1,800 lb)                               |                                                 |
| 最大燃料                               | 18,733 kg (41,300 lb)                           | 15,966 kg (35,200 lb)                           |
| エンジン(2×)                           | ロールスロイス製BR710エンジン C4-11             | ロールスロイス製BR710エンジン C4-11             |
| 離陸推力 (2×)                          | 68.40 kN (15,385 lbf)                           | 68.40 kN (15,385 lbf)                           |
| 航続距離 (マッハ0.8、乗員4人、乗客8人) | 12,501 km (6,750海里)                           | 10,742 km (5,800海里)                           |
| 高速巡航時の速度                       | マッハ 0.85                                     | マッハ 0.85                                     |
| 長距離巡航時の速度                     | マッハ 0.80                                     | マッハ 0.80                                     |
| 最大速度                               | マッハ 0.885                                    | マッハ 0.885                                    |
| 離陸距離(SL, ISA, MTOW)                | 1,801 m (5,910 ft)                              | 1,570 m (5,150 ft)                              |
| 着陸距離(SL, ISA, MLW)                 | 844 m (2,770 ft)                                | 844 m (2,770 ft)                                |
| 初期巡航高度                           | 12,497 m (41,000 ft)                            |                                                 |
| 最大巡航高度                           | 15,545 m (51,000 ft)                            | 15,545 m (51,000 ft)                            |
| キャビン 長 (荷物室 含)                | 15.27 m (50 ft 1 in)                            | 15.27 m (50 ft 1 in)                            |
| キャビン 高                            | 1.88 m (6 ft 2 in)                              | 1.88 m (6 ft 2 in)                              |
| キャビン 幅                            | 2.24 m (7 ft 4 in)                              | 2.24 m (7 ft 4 in)                              |
| キャビン 容積                          | 47.26 m3 (1,669 ft3)                            |                                                 |
| 荷物室                                 | 4.81 m3 (170 ft3)                               |                                                 |